# Ida Guldager
Ida Schilling Guldager (født 25. oktober 1996 i Kolding, Danmark) er en kvindelig dansk fodboldspiller, der spiller angriber for Fortuna Hjørring i Gjensidige Kvindeligaen.

## Karrierestatistikker

### Fortuna Hjørring
| Klub             | Sæson   | Liga  | Liga | UWCL  | UWCL | Total | Total |
| Klub             | Sæson   | Kampe | Mål  | Kampe | Mål  | Kampe | Mål   |
| ---------------- | ------- | ----- | ---- | ----- | ---- | ----- | ----- |
| Fortuna Hjørring | 2017–18 | 6     | 1    | 0     | 0    | 6     | 1     |
| Fortuna Hjørring | 2018–19 | 10    | 1    | 1     | 0    | 11    | 1     |
| Fortuna Hjørring | 2019–20 | 3     | 0    | 0     | 0    | 3     | 0     |
| Fortuna Hjørring | Total   | 19    | 2    | 1     | 0    | 20    | 2     |

## Meritter

### Klub
Fortuna Hjørring
Elitedivisionen
- Guld : 2017-18
- Sølv : 2018-19

Sydbank Pokalen
- Guld : 2019